# St. Bartholomäus (Moosach)

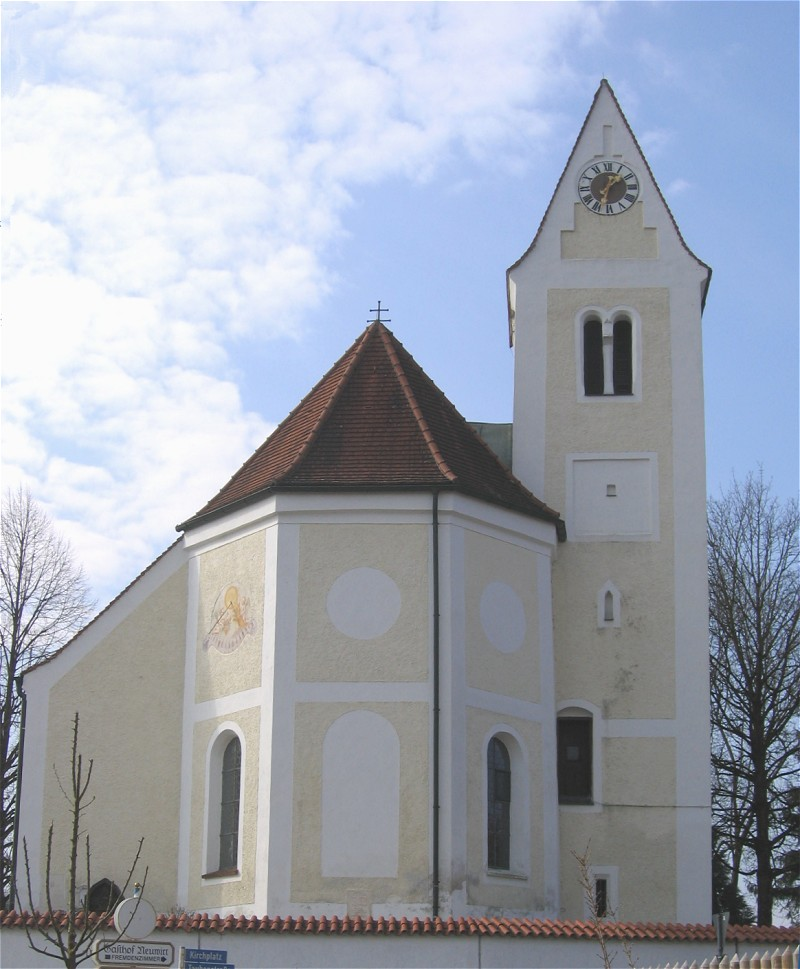
St. Bartholomäus in Moosach

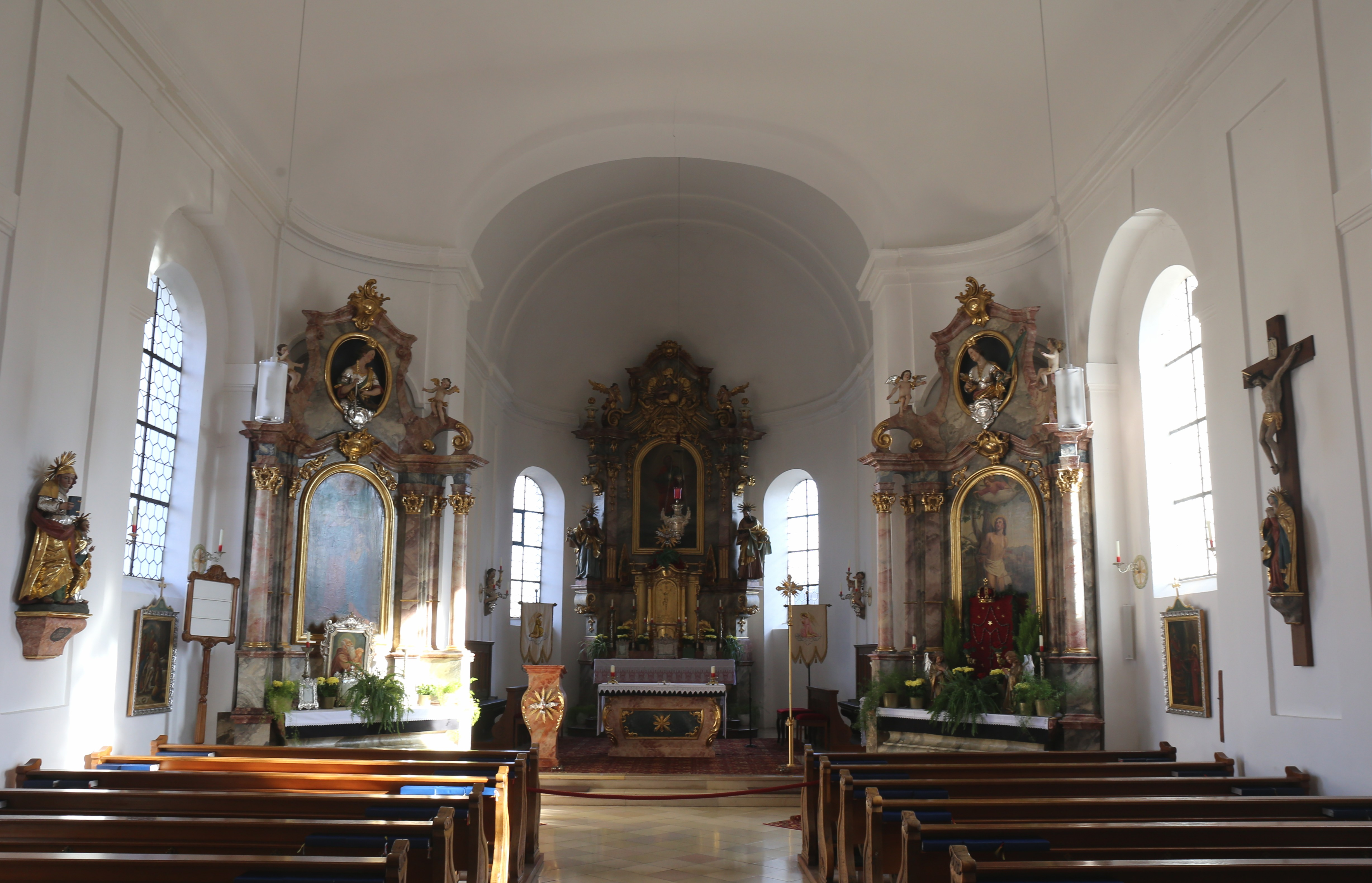
Innenraum

Die römisch-katholische Pfarrkirche St. Bartholomäus steht in Moosach, einer Gemeinde im oberbayerischen Landkreis Ebersberg. Das Bauwerk ist in der Liste der Baudenkmäler in Moosach als Baudenkmal unter der Nr. D-1-75-128-1 eingetragen. Die Kirche gehört zum Dekanat Ebersberg im Erzbistum München und Freising.

## Beschreibung
Die barocke Saalkirche wurde 1777 erbaut. Sie besteht aus dem Langhaus, dem eingezogenen, dreiseitig geschlossenen Chor im Osten, dem Chorflankenturm an der Nordwand des Chors, die beide vom Vorgängerbau des 15. Jahrhunderts stammen, und einer Sakristei an der Südwand des Chors. Das Langhaus wurde 1951 durch einen Vorbau mit zwei Geschossen nach Westen verlängert. Das Obergeschoss ist als Oratorium gestaltet. 
Die Kirchenausstattung stammt vorwiegend aus dem 20. Jahrhundert.

## Orgel

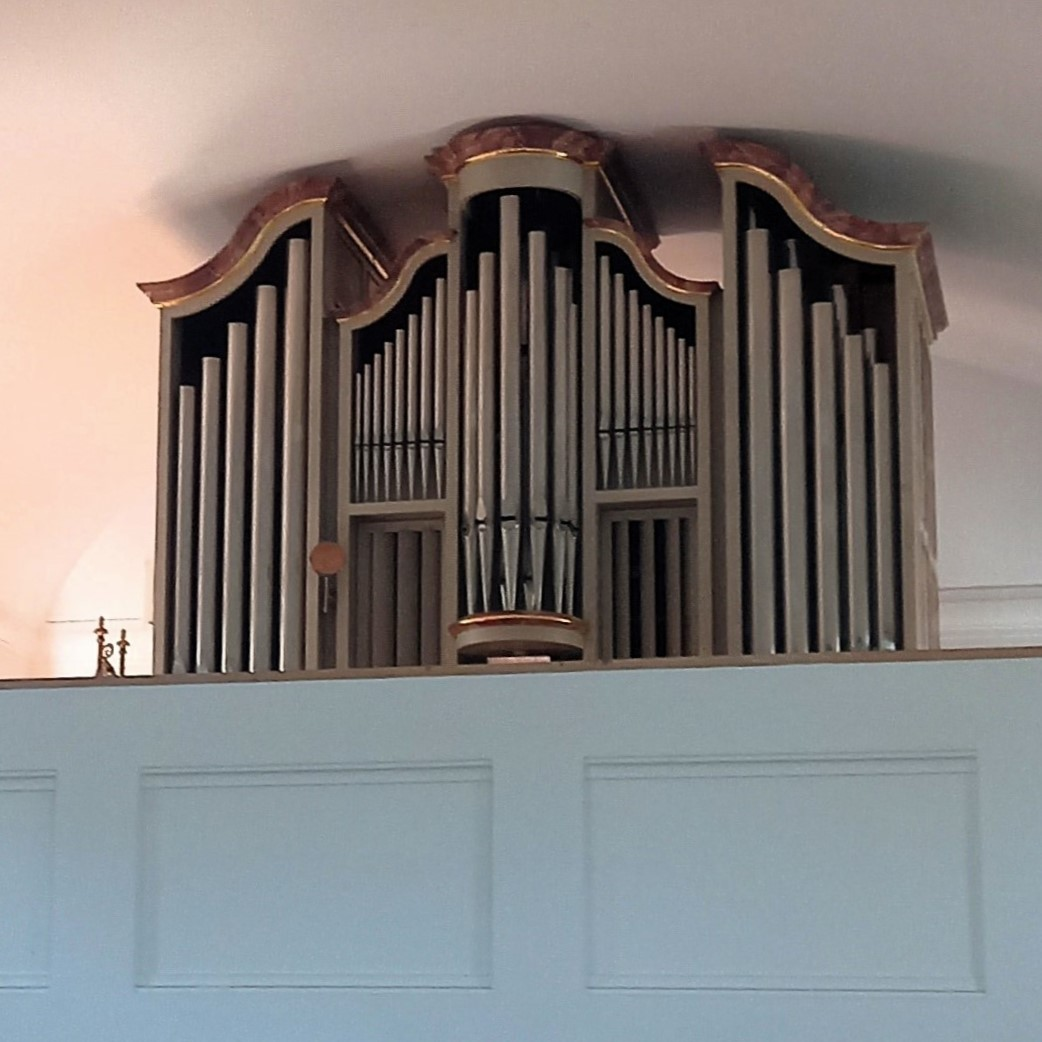
Orgel

Die rein mechanische Schleifladen-Orgel mit 17 Registern auf zwei Manualen und Pedal wurde 1990 von WRK Orgelbau gebaut. Sie ersetzte ein, am 9. Januar 1987 durch Brandschaden zerstörtes zweimanualiges Instrument mit 17 Registern von Max Sax aus dem Jahr 1952, welches wiederum eine einmanualige Orgel ersetzte, die Franz Borgias Maerz 1868 geschaffen hatte.
Die Disposition lautet:
| I Hauptwerk C–g3 |       |
| Prinzipal        | 8′    |
| Gedeckt          | 8′    |
| Oktave           | 4′    |
| Waldflöte        | 2′    |
| Mixtur IV        | 1 ⁄3′ |
| Trompete         | 8′    |

| II Schwellwerk C–g3 |       |
| Rohrflöte           | 8′    |
| Koppelflöte         | 4′    |
| Sesquialter II      | 2 ⁄3′ |
| Prinzipal           | 2′    |
| Sifflöte            | 1 ⁄3′ |
| Scharff III         | 1′    |
| Krummhorn           | 8′    |
| Tremulant           |       |

| Pedal C–f1 |     |
| Subbaß     | 16′ |
| Offenbaß   | 08′ |
| Choralbaß  | 04′ |
| Fagott     | 16′ |

- Koppeln: II/I, I/P, II/P